# Seittijärvi
Seittijärvi är en sjö i Övertorneå kommun i Norrbotten och ingår i Torneälvens huvudavrinningsområde. Sjön har en area på 0,116 kvadratkilometer och ligger 162,1 meter över havet. Seittijärvi ligger i Torne och Kalix älvsystem Natura 2000-område.

## Delavrinningsområde
Seittijärvi ingår i det delavrinningsområde (741091-184608) som SMHI kallar för Utloppet av Seittijärvi. Medelhöjden är 207 meter över havet och ytan är 2,04 kvadratkilometer. Det finns inga avrinningsområden uppströms utan avrinningsområdet är högsta punkten. Vattendraget som avvattnar avrinningsområdet har biflödesordning 4, vilket innebär att vattnet flödar genom totalt 4 vattendrag innan det når havet efter 107 kilometer. Avrinningsområdet består mestadels av skog (95 procent). Avrinningsområdet har 0,11 kvadratkilometer vattenytor vilket ger det en sjöprocent på 5,1 procent.